# Аллагелляр
Аллагелляр (азерб. Alagöllər) — горная вершина на Карабахском нагорье, на северо-западе Лачинского района Азербайджана. Высота горы — 3175 м.

## Описание
Гора Аллагелляр представляет собой конус потухшего вулкана. Склоны горы покрыты альпийскими и субальпийским лугами.